# Slavko Peleh
Slavko Peleh, dipl. oec., hrvatski dr. filologije, prevoditelj (epova), povjesničar i bibliograf zagonetaka, hrvatskoga šaha i enigmatike.

## Životopis
Slavko Peleh rodio se 1937. u Okučanima. u kojima polazi sedmogodišnju Osnovnu školu. Maturira 1956. na Realnoj gimnaziji u Novoj Gradiški a diplomira 1961. na Ekonomskom fakultetu u Zagrebu. Kolegij Pedagogije Peleh je položio 1960. godine na Filozofskom fakultetu u klasi prof. dr. M. Ogrizovića. Kao stipendist Investicione banke radi u Zagrebu (1961. – 1962.). Bio je profesorom stručnih predmeta 1963. – 1965. na Ekonomskoj školi u Ogulinu. U tvornici Jugorapid (Podsused) 1965. – 1967. ekonomist je za unaprjeđenje proizvodnje. Šef je Uvoznog i Nabavnog odjela 1967. – 1971. u tvornici Sintal (Remetinec). Na TV Zagreb 1971. – 1977. šef je Odjela komercijalnih poslova. Poslovni je tajnik 1977. – 1993. u Informativno-revijalnim izdanjima kuće Vjesnik. U listu i poduzeću Novi Vjesnik d.d. pomoćnik je direktora za ekonomske poslove (1993. – 1997.). Doktorirao je 1987. na Filozofskom fakultetu s temom Književni rad na zagonetkama u ilirsko i postilirsko doba 1835. – 1865. Na omladinskom šahovskom prvenstvu Hrvatske nastupio je 1955. i 1956. Za seniorsku šahovsku reprezentaciju Hrvatske 2004. u Celju je igrao na 88. ploči u meču sa Slovenijom. Prvi je predsjednik (1983. – 1985.) Hrvatskoga zagonetačkog saveza i 1983./1984. Zagonetačkog društva Čvor (Bjelovar). Kao pričuvni satnik u Domovinskom ratu 1991. – 1993. obnašao je dužnost Načelnika financijske službe 99. brigade ZNG/HV. Na simpoziju Društva hrvatskih književnika 8/9. XII. 1983. izlagao je o zagonetačkom stvaralaštvu I. G. Kovačića. Na simpozijima HAZU 6. XI. 1987. u Podgori i 7. V. 1988. na Hvaru govorio je o M. Pavlinoviću i M. Maruliću. Bio je sudionikom nacionalnih kongresa talijanskih enigmista 1977. u Modeni i američkih zagonetača 1980. u Princetonu. Sudjelovao je u radu međunarodnih skupova zagonetačkih urednika u Budimpešti (1974.), Varšavi (1975.), Berlinu (1976.), Bjelovaru (1978.) i Pragu (1985.). 
U mirovinu je otišao 11. III. 1997. godine.
Poticatelj je osnivanja šahovskih klubova u Okučanima (1954. i 1995.). Ogulinu (1964.). U Zagrebu je 2006. potakao osnivanje ŠK Udruge HBDR 99. brigade u kojemu tri mandata obnaša dužnost predsjednika.
Od 28. II. 2007. međunarodni je član finskoga društva Kalevalaseura iz Helsinkija.